# MBC게임 팀리그
MBC게임 팀리그(MBCgame Team League, MTL)는 MBC게임에서 치러진 스타크래프트 팀단위리그이다.
2002년, 겜비씨(MBC게임의 전신)의 2002년의 4차례 KPGA 대회 이후, 제대로 된 팀체제가 갖춰지면서, 팀단위리그가 필요한 시점에서 2003년 2월 4일, 정식으로 출범한 최초의 팀단위리그이며, 계몽사 KPGA 팀리그를 시작으로 출범하였다. 2회 대회인 라이프존 KPGA 팀리그부터는 팀배틀(승자연전) 방식을 도입하여 한 선수가 상대 출전 선수들을 모두 제압하는 올킬이라는 특색있는 요소로 많은 사랑을 받았고, 많은 올킬 스타들을 탄생시켰다. “최초의 1명이 모든 것을 끝낼 수 있으며, 최후의 1명이 모든 것을 뒤집을 수 있다”라는 모토는 이러한 팀배틀 방식의 묘미를 잘 나타냈다고 할 수 있다. 또한 투싼배 팀리그 결승전처럼 상대 전적등을 따져 저격 카드를 활용하는 용병술도 팀배틀제로 진행된 팀리그의 또 다른 재미요소이기도 했다.
이후, MBC MOVIES MBC게임 팀리그를 끝으로 2005년 5월, 통합리그로 출범하면서 MBC게임의 팀리그는 온게임넷의 프로리그로 거듭나게 되었다.

## 폐지 이후
2007년에 펼쳐진 2차 KeSPA컵에서 팀리그방식을 사용하였다.
2008년, 단일리그 채제로 변경한 08~09 시즌에 1년간 5라운드로 체제가 바뀐 프로리그의 3라운드에서는 팀배틀(승자연전방식) 방식을 채택, 위너스리그(Winners League)라는 이름으로 사실상 팀배틀이 부활했다고 할 수 있다. 이후에 10~11 시즌에 6라운드로 변경, 3, 4라운드가 치러졌고, 다음 시즌인 SK플래닛 스타크래프트 프로리그 시즌 1과 SK플래닛 스타크래프트 II 프로리그 시즌 2에서는 폐지가 되었다. 이후 SK플래닛 스타크래프트 II 프로리그 12-13에 재부활하였다.
SK텔레콤 스타크래프트 II 프로리그 2014에서는 라운드 플레이오프에서 승자연전방식을 사용하고 있다.

## 같이 보기
- 위너스리그